# ریچارد برادبنت
ریچارد برادبنت (به انگلیسی: Richard Broadbent) (زاده ۲۲ آوریل ۱۹۵۳) کارآفرین، بازرگان و مدیر اجرایی بریتانیایی است، که در حال حاضر به‌عنوان رییس هیئت مدیره شرکت تسکو فعالیت می‌کند. هم‌اکنون (۲۰۱۳) شرکت تسکو پس از وال‌مارت، به‌عنوان دومین شرکت خرده‌فروشی جهان، بر پایه میزان درآمد سالیانه شناخته می‌شود.